# Râul Mic, Cibin
Râul Mic este unul din cele două brațe care formează râul Cibin. Se formează la confluența a două brațe Valea Comenzii și Valea Rudarilor